# Torneio Qualificatório de Futebol Feminino Sub-17 da OFC de 2012
O Torneio Qualificatório de Futebol Feminino Sub-17 da OFC de 2012 foi a 2ª edição deste torneio bienal organizado pela Confederação de Futebol da Oceania (OFC). Disputada por jogadoras com até 17 anos, a competição foi realizada na cidade de Auckland, Nova Zelândia entre 9 e 13 de abril.
Igual à edição anterior, o torneio serviu como eliminatória da OFC para a Copa do Mundo Sub-17. O vencedor do torneio qualificou-se para a edição do Azerbaijão. A Nova Zelândia foi coroada campeã pela segunda vez consecutiva em 13 de abril, selando sua classificação para a Copa do Mundo.

## Participantes
Um total de nove seleções participaram do torneio, que estão listadas abaixo:
- Ilhas Cook
- Nova Caledônia
- Nova Zelândia
- Papua-Nova Guiné

## Resultados
| Seleções         | Pts. | J | V | E | D | GM | GC | SG  |
| ---------------- | ---- | - | - | - | - | -- | -- | --- |
| Nova Zelândia    | 9    | 3 | 3 | 0 | 0 | 29 | 1  | +28 |
| Papua-Nova Guiné | 6    | 3 | 2 | 0 | 1 | 4  | 11 | −7  |
| Ilhas Cook       | 3    | 3 | 1 | 0 | 2 | 5  | 10 | −5  |
| Nova Caledônia   | 0    | 3 | 0 | 0 | 3 | 1  | 17 | −16 |

| 9 de abril     | Nova Caledônia | 0 – 1     | Papua-Nova Guiné | Centre Park, Mangere        |
| 13:00 (UTC+12) |                | Relatório | Kaikas 18'       | Árbitro: VAN Robinson Banga |

| 9 de abril     | Nova Zelândia                                                                    | 7 – 0     | Ilhas Cook | Centre Park, Mangere      |
| 15:00 (UTC+12) | Puketapu 18' · Bott 22' · Rolston 29' (pen) · Carlsen 33', 75' · Palmer 67', 70' | Relatório |            | Árbitro: SOL Gerald Oiaka |

| 11 de abril    | Nova Caledônia  | 1 – 13    | Nova Zelândia | Centre Park, Mangere      |
| 13:00 (UTC+12) | Valefakaaga 18' | Relatório | Pereira 1', 31', 47', 86' · Rolston 28', 59' · Puketapu 36', 84', 90+2' · Cleverley 69' · Carlsen 78' · Innes 82' · Palmer 90+3' | Árbitro: SOL Gerald Oiaka |

| 11 de abril    | Ilhas Cook    | 2 – 3     | Papua-Nova Guiné             | Centre Park, Mangere     |
| 15:00 (UTC+12) | Toka 34', 70' | Relatório | Lorenz 21', 28' · Kaikas 52' | Árbitro: SOL George Time |

| 13 de abril    | Ilhas Cook                                | 3 – 0     | Nova Caledônia | Centre Park, Mangere      |
| 13:00 (UTC+12) | Taio 8' (pen) · Maoate-Cox 71' · Toka 77' | Relatório |                | Árbitro: SOL Gerald Oiaka |

| 13 de abril    | Papua-Nova Guiné | 0 – 9     | Nova Zelândia                                                                          | Centre Park, Mangere        |
| 15:00 (UTC+12) |                  | Relatório | Lee 1' · Cleverley 22', 39' · Carlsen 36', 40', 78' · Pereira 46', 90+3' · Rolston 77' | Árbitro: FIJ Finau Vulivuli |

## Premiação
| Torneio Qualificatório Feminino Sub-17 da OFC de 2012 |
| Nova Zelândia                                         |
| ----------------------------------------------------- |
| Nova Zelândia Campeã (2.º título)                     |

### Individuais
Os seguintes prêmios foram entregues no final do torneio.
| Prêmio           | Jogadora                       |
| ---------------- | ------------------------------ |
| Bola de ouro     | Briar Palmer                   |
| Chuteira de ouro | Hannah Carlsen Jasmine Pereira |
| Luvas de ouro    | Moeroa Nootai                  |
| Fair Play        | Nova Zelândia                  |